# Nordische Kombination bei den Olympischen Spielen

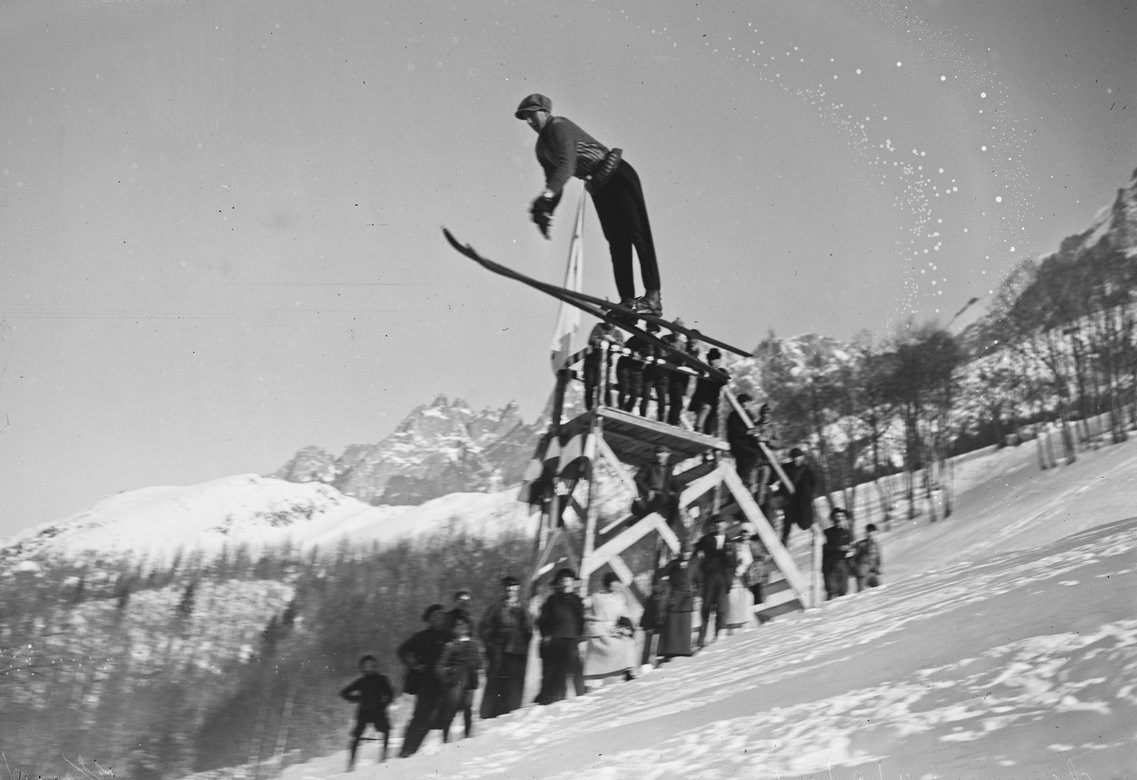
František Wende beim Springen der Nordischen Kombination im Rahmen der ersten Austragung bei den Olympischen Spielen 1924 in Chamonix

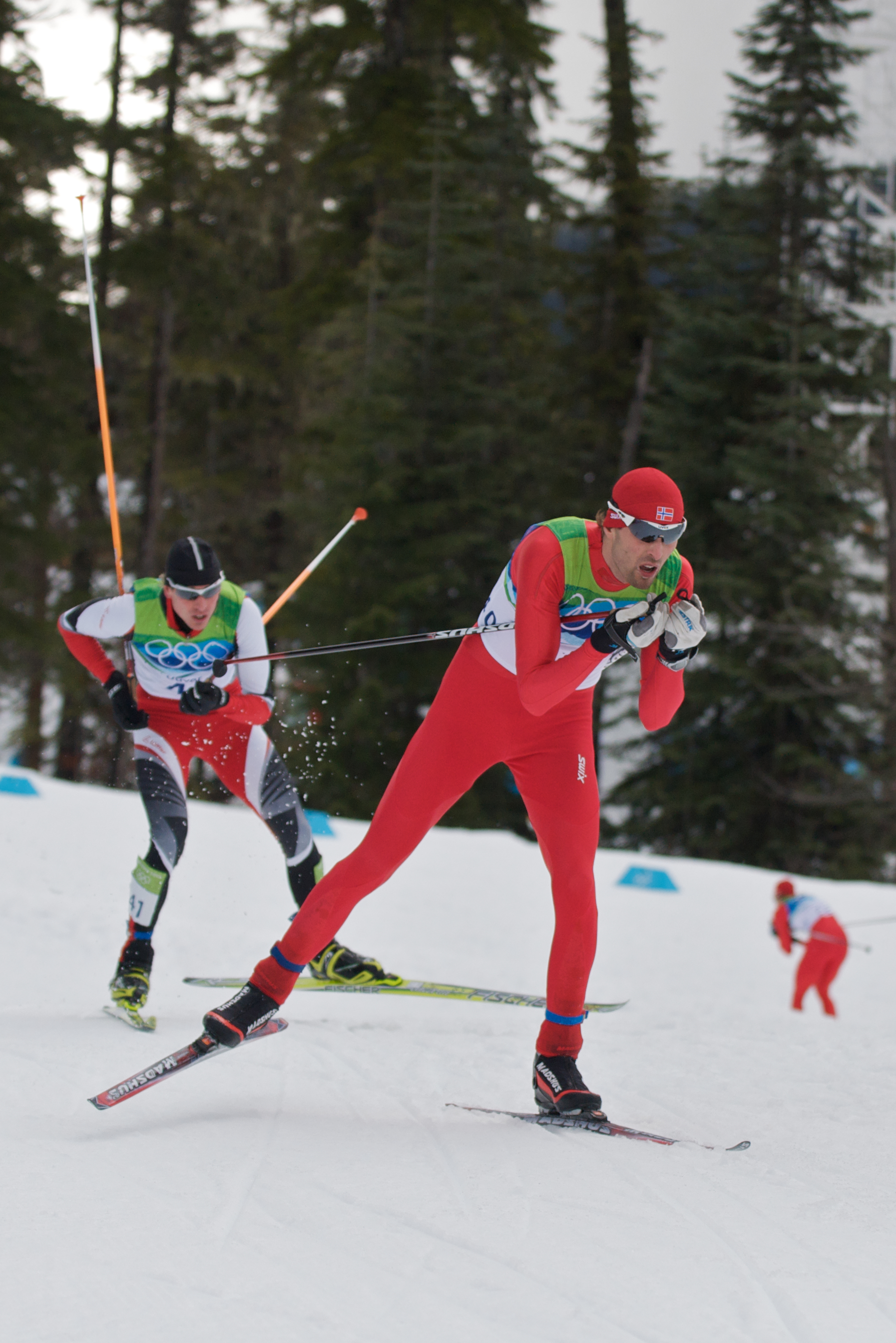
Magnus Moan und Felix Gottwald im 10-km-Rennen nach dem Springen von der Normalschanze bei den Olympischen Spielen 2010 in Vancouver

Die Nordische Kombination ist seit den Olympischen Winterspielen von 1924 in Chamonix im Programm der Olympischen Winterspiele. Eine Liste der Olympiasieger in der Nordischen Kombination befindet sich unter: Liste der Olympiasieger in der Nordischen Kombination.

## Übersicht der Wettbewerbe
Zunächst war nur der Einzelwettkampf olympisch. Bei diesem wurde, im Gegensatz zum heutigen Individual Gundersen, zuerst ein 18-km-Langlauf abgehalten und danach gesprungen. Die erreichten Punkte aus beiden Sportarten wurden addiert und der Athlet mit der höchsten Punktzahl gewann. Bei den Olympischen Winterspielen von 1952 wurde die Reihenfolge der Disziplinen schließlich umgedreht und die Länge der Laufstrecke vier Jahre später auf 15 km verkürzt. Die Umrechnung der Laufzeit in Punkte wurde jedoch bis zur Einführung der Gundersen-Methode bei den Olympischen Winterspielen 1988 in Calgary beibehalten. Seitdem wird der Sieger in einem Verfolgungsrennen ermittelt, in das die Sportler mit den Zeitabständen starten, die aufgrund der Sprungergebnisse errechnet wurden. Eine weitere Neuerung gab es zeitgleich durch Anwendung der Skating-Technik im Langlauf. Bei den Olympischen Winterspielen von 2002 in Salt Lake City kam ein dritter Wettbewerb, der Sprint (7,5 km), hinzu. Mit den Olympischen Winterspielen 2010 in Vancouver wurden Sprint- und Einzelrennen durch zwei Wettbewerbe abgelöst, die sich nur noch durch Sprünge von unterschiedlichen Schanzengrößen unterscheiden. Die Länge der Laufstrecke betrug in beiden Disziplinen 10 km. Die Anzahl der Sprünge wurde von zwei auf einen reduziert.
Seit den Olympischen Winterspielen von 1988 wird auch ein Mannschaftswettbewerb ausgetragen. Anfangs bestand die Staffel aus drei Athleten, seit den Olympischen Winterspielen von 1998 in Nagano dann aus vier Kombinierern, die jeweils zwei Sprünge und anschließend eine 4 × 5-km-Staffel absolvieren.
Die drei olympischen Disziplinen werden nur von Männern ausgetragen. Eine Aufnahme der Nordischen Kombination für Frauen in das olympische Programm ist angesichts ihrer geringen Bedeutung in absehbarer Zeit nicht geplant.
| Wettbewerb              | 24 | 28 | 32 | 36 | 48 | 52 | 56 | 60 | 64 | 68 | 72 | 76 | 80 | 84 | 88 | 92 | 94 | 98 | 02 | 06 | 10 | 14 | 18 | 22 | 26 | 30 | Gesamt |
| ----------------------- | -- | -- | -- | -- | -- | -- | -- | -- | -- | -- | -- | -- | -- | -- | -- | -- | -- | -- | -- | -- | -- | -- | -- | -- | -- | -- | ------ |
| Gundersen Normalschanze |    |    |    |    |    |    |    |    |    |    |    |    |    |    |    |    |    |    |    |    | •  | •  | •  | •  |    |    | 4      |
| Gundersen Großschanze   |    |    |    |    |    |    |    |    |    |    |    |    |    |    |    |    |    |    |    |    | •  | •  | •  | •  |    |    | 4      |
| Mannschaft              |    |    |    |    |    |    |    |    |    |    |    |    |    |    | •  | •  | •  | •  | •  | •  | •  | •  | •  | •  |    |    | 10     |
|                         |    |    |    |    |    |    |    |    |    |    |    |    |    |    |    |    |    |    |    |    |    |    |    |    |    |    |        |
| Einzel                  | •  | •  | •  | •  | •  | •  | •  | •  | •  | •  | •  | •  | •  | •  | •  | •  | •  | •  | •  | •  |    |    |    |    |    |    | 20     |
| Sprint                  |    |    |    |    |    |    |    |    |    |    |    |    |    |    |    |    |    |    | •  | •  |    |    |    |    |    |    | 2      |
| Anzahl der Wettbewerbe  | 1  | 1  | 1  | 1  | 1  | 1  | 1  | 1  | 1  | 1  | 1  | 1  | 1  | 1  | 2  | 2  | 2  | 2  | 3  | 3  | 3  | 3  | 3  | 3  |    |    | 40     |

## Statistik
Zu Beginn wurden die internationalen Wettkämpfe in der Nordischen Kombination nach Belieben von den Norwegern dominiert. So wurden bei den vier ersten Olympischen Spielen sämtliche Medaillen von norwegischen Kombinierern errungen. Johan Grøttumsbråten gelang sogar bei den Olympischen Winterspielen von 1932 die erfolgreiche Titelverteidigung. Die Dominanz der Norweger wurde schließlich zu Beginn der 1960er Jahre durchbrochen. Mit dem Olympiasieg von Georg Thoma bei den Spielen von 1960 konnten die deutschen Kombinierer auch bei den folgenden Spielen große Erfolge feiern. Bisher einzigartig sind die Leistungen von Ulrich Wehling, der in den Jahren 1972, 1976 und 1980 dreimal in Folge Olympiasieger wurde. Dieser Dreifacherfolg blieb bis heute unerreicht. Zu den Spielen von 1992 gelang den Franzosen Fabrice Guy und Sylvain Guillaume vor heimischer Kulisse ein unerwarteter Doppelsieg. Für Fabrice Guy sollte dies jedoch der einzige größere Erfolg bleiben. Nach zwei norwegischen Siegen durch Fred Børre Lundberg und Bjarte Engen Vik wurden die Olympischen Spiele von 2002 schließlich von einem Mann beherrscht: Samppa Lajunen. Dem Finnen gelang neben dem Sieg im Einzelrennen und mit der Mannschaft auch der Olympiasieg beim neu eingeführten Sprint. Mit insgesamt drei Gold- und zwei Silbermedaillen ist er vor dem Österreicher Felix Gottwald und dem Ostdeutschen Ulrich Wehling, dem durch die damals nicht ausgetragenen Mannschafts- und Sprintwettbewerbe weitere Erfolge praktisch verwehrt blieben, der erfolgreichste Kombinierer bei Olympischen Spielen. Bei den Olympischen Spielen von 2006 konnte schließlich Georg Hettich mit seinem Sieg im Einzelrennen für die erste deutsche Einzelgoldmedaille seit 26 Jahren sorgen.
Im seit 1988 ausgetragenen Mannschaftswettkampf ist Österreich mit zwei Gold- und drei Bronzemedaillen die erfolgreichste Nation vor Japan, das bisher zwei Goldmedaillen erringen konnte. Den Nationen Deutschland, Norwegen und Finnland gelang jeweils ein Olympiasieg im Mannschaftsbewerb.

## Ewiger Medaillenspiegel
Stand: 2022
| Rang | Land                                                                             | Goldmedaille   | Silbermedaille | Bronzemedaille | Total          |
| ---- | -------------------------------------------------------------------------------- | -------------- | -------------- | -------------- | -------------- |
| 1    | Norwegen                                                                         | 15             | 12             | 8              | 35             |
| 2    | Deutschland (davon DDR) (davon BR Deutschland) (davon Gesamtdeutsche Mannschaft) | 12 (3) (2) (1) | 7 (0) (1) (0)  | 9 (4) (0) (1)  | 28 (7) (3) (2) |
| 3    | Finnland                                                                         | 4              | 8              | 2              | 14             |
| 4    | Österreich                                                                       | 3              | 2              | 11             | 16             |
| 5    | Japan                                                                            | 2              | 3              | 2              | 7              |
| 6    | Frankreich                                                                       | 2              | 1              | 1              | 4              |
| 7    | Vereinigte Staaten                                                               | 1              | 3              | 0              | 4              |
| 8    | Schweiz                                                                          | 1              | 2              | 1              | 4              |
| 9    | Russische Föderation (davon Sowjetunion)                                         | 0 (0)          | 1 (1)          | 3 (2)          | 4 (3)          |
| 10   | Schweden                                                                         | 0              | 1              | 1              | 2              |
| 11   | Italien                                                                          | 0              | 0              | 1              | 1              |
| 11   | Polen                                                                            | 0              | 0              | 1              | 1              |